# U/18-EM i håndbold (drenge)
U/18-EM i håndbold for drenge er et mesterskab for europæiske drengehåndboldlandshold med spillere, der tidligst må fylde 18 år i det år, mesterskabet afvikles. U/18-mesterskabet er arrangeret af European Handball Federation hvert andet år siden 2004, hvor det afløste det tidligere ungdoms-EM for drenge, som blev afviklet i perioden 1992-2003.

## Medaljestatistik 2004-2012
Seks nationer har vundet medaljer ved de fem første mesterskaber. 
| Plac. | Land          | Guld | Sølv | Bronze | Total |
| ----- | ------------- | ---- | ---- | ------ | ----- |
| 1.    | Kroatien      | 2    | 1    | -      | 3     |
| 2.    | Tyskland      | 2    | -    | -      | 2     |
| 3.    | Serbien-Mont. | 1    | -    | -      | 1     |
| 4.    | Danmark       | -    | 2    | 3      | 5     |
| 5.    | Sverige       | -    | 1    | 2      | 3     |
| 6.    | Spanien       | -    | 1    | -      | 1     |

## Mesterskaber 2004-2012
| Turn. | Værtsland          | Guld          | Sølv     | Bronze   | Danmarks plac. |
| ----- | ------------------ | ------------- | -------- | -------- | -------------- |
| 2004  | Serbien-Montenegro | Serbien-Mont. | Kroatien | Danmark  | Nr. 3          |
| 2006  | Estland            | Kroatien      | Danmark  | Sverige  | Nr. 2          |
| 2008  | Tjekkiet           | Tyskland      | Danmark  | Sverige  | Nr. 2          |
| 2010  | Montenegro         | Kroatien      | Spanien  | Danmark  | Nr. 3          |
| 2012  | Østrig             | Tyskland      | Sverige  | Danmark  | Nr. 3          |
| 2014  | Polen              | Frankrig      | Ungarn   | Spanien  | Nr. 4          |
| 2016  | Kroatien           | Frankrig      | Kroatien | Tyskland | Nr. 5          |